# Rumarcanella
Rumarcanella is een mosdiertjesgeslacht uit de  familie van de Plumatellidae en de orde Plumatellida

## Soorten
- Rumarcanella gusuku Hirose & Mawatari, 2011
- Rumarcanella minuta (Toriumi, 1941)
- Rumarcanella vorstmani (Toriumi, 1952)
- Rumarcanella yanbaruensis Hirose & Mawatari, 2011